# Stretto di Lamakera
Lo stretto di Lamakera (indonesiano: Selat Lamakera) è un braccio di mare che separa l'isola di Lomblen dalle isole di Adonara e Solor, in Indonesia. Lo stretto, lungo circa 30 km, e largo nel punto più stretto 3,5 km, collega il mar di Savu, a sud, con il mar di Flores, a nord. Lo stretto prende il nome da Lamakera, una località situata sull'isola di Solor. Amministrativamente, le acque dello stretto fanno parte della provincia di Nusa Tenggara Orientale.